# Domingo de Soto

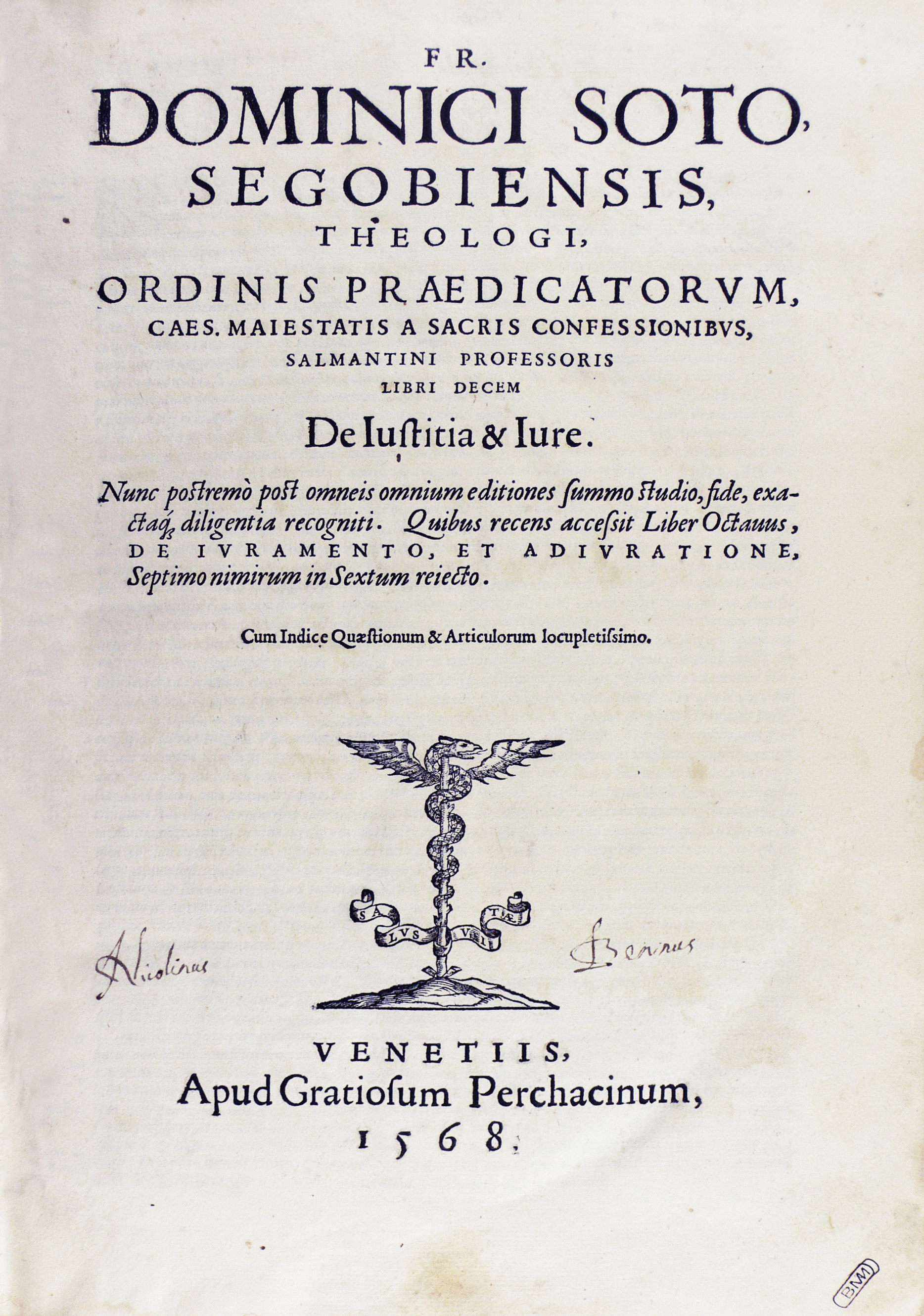
De iustitia et iure, 1568.

Libri decem de iustitia & iure

Domingo de Soto (Segóvia, 1494 - Salamanca, 15 de Novembro de 1560) foi um frade dominicano e teólogo espanhol e confessor do imperador Carlos V.
Foi professor de teologia na Universidade de Salamanca onde integrou a denominada Escola de Salamanca.
Em 1545 foi enviado ao Concílio de Trento como teólogo imperial ante a impossibilidade de que fosse o também dominicano Francisco de Vitória.
En 1548 interveio, como teólogo católico frente aos protestantes, na redação do Interim da Dieta de Augsburgo. Alí coincidiu com o também dominicano Pedro de Soto, confessor real, a quem substituiu no cargo em 1548. Ambos intentaram, mas não conseguiram impedir a influência que sobre o imperador Carlos V o Cardeal Granvela. Foi-lhe oferecido pelo Imperador o bispado de Segóvia que recusou.
Participou dos debates em torno da disputa aberta entre Sepúlveda y Las Casas pela questão indígena chamada dos justos títulos ou polêmica dos naturais, formando parte da comissão de teólogos que se reuniu en Valladolid entre 1550-1551 (Junta de Valladolid). Posteriormente sucedeu a Melchior Cano na sua cátedra na Universidade de Salamanca.
Entre as suas numerosas obras de teologia, direito, filosofia e lógica destacam-se De iustitia et iure (1557) y Ad Sanctum Concilium Tridentinum de natura et gratia libri tres. De orientação tomista, comentou vários livros de física e lógica aristotélica.
Domingo de Soto foi o primeiro a estabelecer que um corpo caindo em queda livre sofre uma aceleração constante, sendo este um descobrimento chave em física e base essencial para o posterior estudo da gravidade por Galileu e Newton.

## Obras
- Barrientos García, José (1985). Un siglo de moral económica en Salamanca (1526-1629): Francisco de Vitoria y Domingo de Soto. [S.l.]: Salamanca : Ediciones Universidad Salamanca. ISBN 978-84-7481-345-6
- Carro, Venancio Diego (1943). Domingo de Soto y su doctrina jurídica. [S.l.]: Madrid : Real Academia de Ciencias Morales y Políticas. ISBN 978-84-7296-047-3
- Cuesta Domingo, María Pilar (1996). Domingo de Soto: aportación bibliográfica. [S.l.]: Caja de Ahorros y Monte de Piedad de Segovia. Obra Social y Cultural. ISBN 978-84-920063-6-6
- Ramos-Lissón, Domingo (1976). La ley, según Domingo de Soto. [S.l.]: Pamplona : EUNSA. ISBN 978-84-313-0230-6
- Rufau Prats, Jaime. El pensamiento político de Domingo de Soto y su concepción del poder. [S.l.]: Salamanca : Ediciones Universidad Salamanca. ISBN 978-84-7481-916-8
- Santolaria Sierra, Félix F. (2003). El gran debate sobre los pobres en el siglo XVI: Domingo de Soto y Juan de Robles 1545. [S.l.]: Ariel. ISBN 978-84-344-6670-8
- Garrán Martínez, José María (2004). La prohibición de la mendicidad : la controversia entre Domingo de Soto y Juan de Robles en Salamanca (1545). [S.l.]: Salamanca : Ediciones Universidad Salamanca. ISBN 978-84-7800-631-1
- Cruz Cruz, Juan (2007). La ley natural como fundamento moral y jurídico en Domingo de Soto. [S.l.]: Pamplona : EUNSA. ISBN 978-84-313-2472-8
- Wallace, William A. (2004). Domingo de Soto and the early Galileo: essays on intellectual history. [S.l.]: Aldershot, Hants, England; Burlington. ISBN 0-86078-964-0